# Кисуцки Љесковец
Кисуцки Љесковец (слч. Kysucký Lieskovec) насељено је мјесто са административним статусом сеоске општине (слч. obec) у округу Кисуцке Нове Место, у Жилинском крају, Словачка Република.

## Становништво
| Година:    | 1994. | 2004.   | 2014.   | 2024.   |
| ---------- | ----- | ------- | ------- | ------- |
| Број људи: | 2248  | 2267    | 2340    | 2322    |
| Разлика:   |       | +0,84 % | +3,22 % | -0,76 % |

| Година:    | 2023. | 2024.   |
| ---------- | ----- | ------- |
| Број људи: | 2352  | 2322    |
| Разлика:   |       | -1,27 % |

Према подацима о броју становника из 2023. године насеље је имало 2.352 становника.